# No Cigar
No Cigar is een ep van de Zweedse punkband Millencolin. De ep is op drie verschillende labels uitgekomen, Burning Heart Records in Zweden, Epitaph Records in de Verenigde Staten en Shock Records in Australië.

## Nummers
1. "No Cigar" - 2:34
2. "Penguins & Polarbears" - 2:53
3. "Queen's Gambit" - 2:39
4. "Dinner Dog" - 1:45
5. "Fox" - 2:02
6. "Kemp" - 3:14
7. "Penguins & Polarbears" - 3:08 (Live)
8. "No Cigar" - 2:38 (Live)

### Australische versie
1. "No Cigar"
2. "Black Eye"
3. "Buzzer" (Verlengde versie)
4. "Fox"
5. "Penguins & Polarbears"
6. "Pepper" (Live)
7. "Olympic" (Live)

Nikola Šarčević · Mathias Färm · Fredrik Larzon · Erik Ohlsson
Albums en ep's: Use Your Nose · Skauch · Same Old Tunes · Life on a Plate · For Monkeys · Hi-8 Adventures Soundtrack · The Melancholy Collection · Pennybridge Pioneers · No Cigar · Millencolin/Midtown Split · Home from Home · Kingwood · Machine 15 · The Melancholy Connection · True Brew · SOS
Video's en dvd's: Millencolin and the Hi-8 Adventures